# 約翰·羅伯茨
小约翰·格洛弗·罗伯茨（英語：John Glover Roberts, Jr.，1955年1月27日—）是美国律師、法学家及法官。他目前是第17任美国首席大法官。加入最高法院前，他是美國哥倫比亞特區巡迴上訴法庭法官。罗伯茨曾在多个具有里程碑意义的案件中撰写多数意见，包括谢尔比县诉霍尔德案、全国独立企业联合会诉塞贝利乌斯案、金诉伯维尔案和商务部诉纽约案。他被认为具有保守的司法理念，但亦有表现出与最高法院自由派集团合作的意愿，自2018年安东尼·肯尼迪退休后，他被认为是法院的关键摇摆票。
罗伯茨在印第安纳州西北部长大，在天主教学校接受教育。他在哈佛大学学习历史，然后进入哈佛法学院，担任《哈佛法律评论》的总编辑。在里根政府期间，他曾担任巡回法官亨利·弗利德和当时的协理法官威廉·伦奎斯特的法律助理，之后在总检察长办公室任职。他随后在里根政府和乔治·H·W·布什政府的司法部和白宫法律顾问办公室任职，然后从事私人法律实践14年。在此期间，他为最高法院审理的39个案件进行了辩论。 值得一提的是，他在合众国诉微软案一案中代表19个州。

## 生平
罗伯茨出生于美国紐約州水牛城，在四年級時全家搬到印第安纳州的長灘，在该州生活至中学毕业。1976年罗伯茨于哈佛大学取得文学士后，继续在哈佛法学院就读，其间曾任哈佛法律评论的编辑。1979年罗伯茨取得法律博士学位。毕业后，罗伯茨作为美国联邦第二巡回上诉法院法官亨利·弗兰德里助理工作了一年。1980年至1981年他成为最高法院法官威廉·伦奎斯特的助理，之后又在共和党总统罗纳德·里根麾下的司法部任职，并成为乔治·赫伯特·沃克·布什总统的白宫法律顾问。其后的14年间，罗伯茨成为私人执业律师，曾39次在美国最高法院上出庭辩论。2005年7月19日，美國總統布希提名他為美國最高法院大法官，替代即將辭職的温和保守派法官桑德拉·黛·奧康瑙。2005年9月5日，布什总统撤回了罗伯茨原来的提名，重提名罗伯茨为美国首席大法官，接替9月3日去世的威廉·伦奎斯特。他被认为秉持保守的司法理念，提倡司法最低限度主义。